# Матисен, Фёдор Андреевич

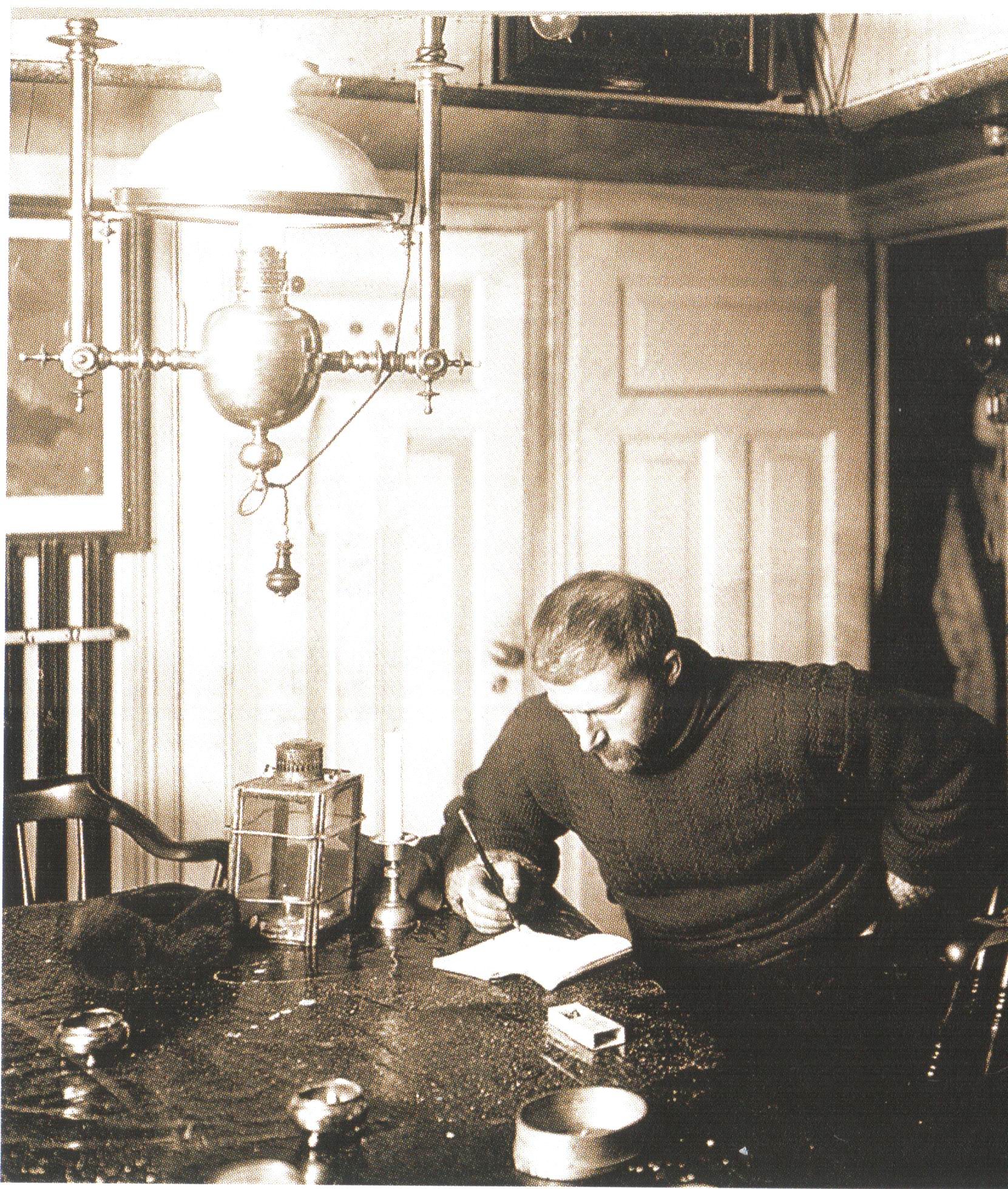
Лейтенант Ф.А. Матисен.

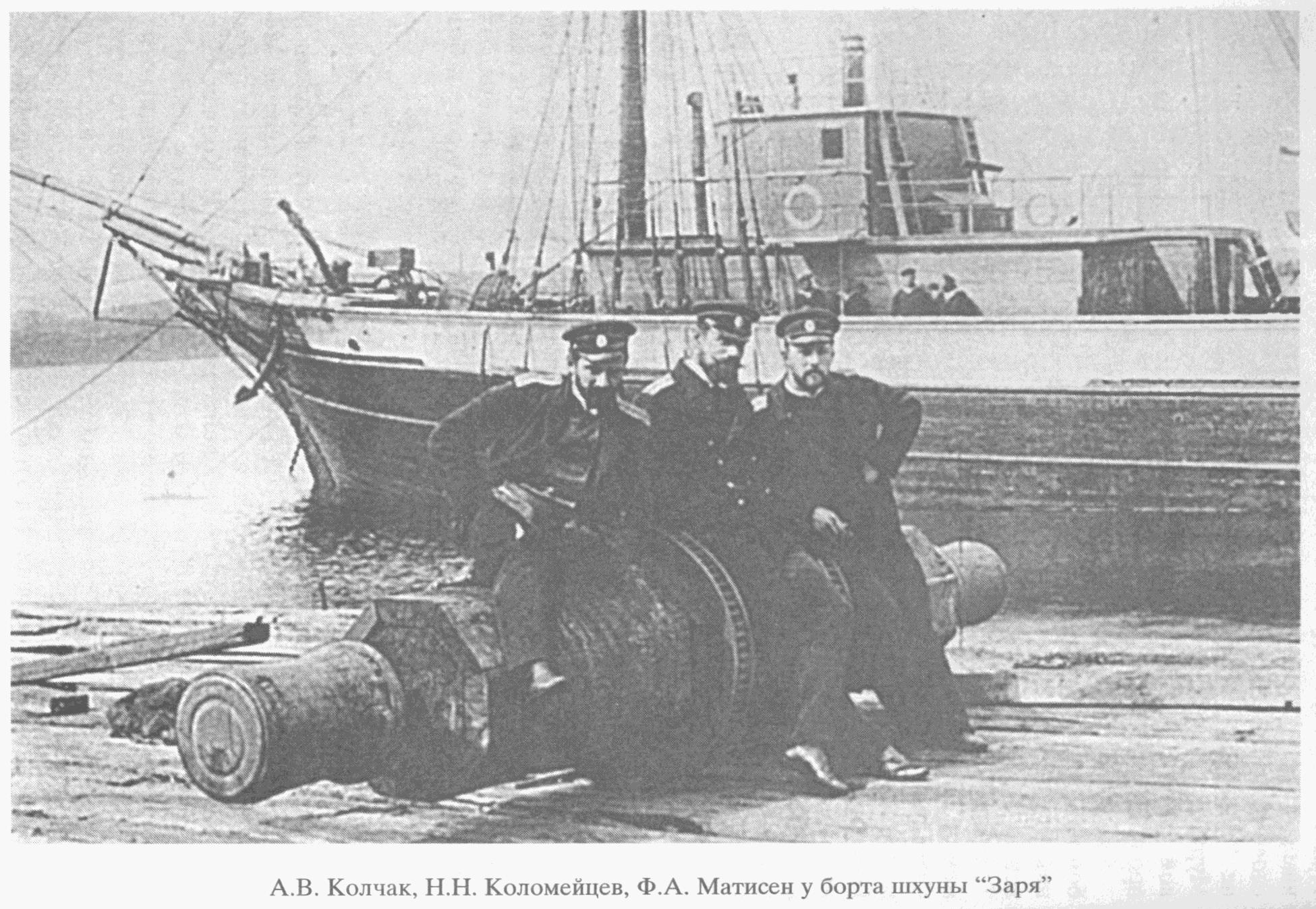
Члены экспедиции Толля — лейтенанты А. В. Колчак, Н. Н. Коломейцев, Ф. А. Матисен у борта шхуны «Заря»

Фёдор Андреевич Ма́тисен (1872—1921) — русский морской офицер, военный гидрограф и путешественник; член Русского географического общества.
Матисен — один из организаторов гидрографической экспедиции по изучению Северного Ледовитого океана (1910—1915).

## Биография

Фёдор Андреевич Матисен

Родился 20 мая (1 июня по новому стилю) 1872 года в Петербурге.
В 1897 году окончил Морской кадетский корпус, где учился вместе с А. В. Колчаком.
Участник полярных экспедиций: Шпицбергенской градусной (1899), Русской полярной (1900—1902, совместно с А. В. Колчаком); в последней — командир-капитан яхты «Заря» (1901—1902; после ухода группы Э. В. Толля на остров Беннетта возглавил экспедицию). За Шпицбергенскую экспедицию получил наградной знак, который ему вручил император Николай II. В 1903 г. награжден орденом Св. Владимира IV степени.
Участник Русско-японской войны 1904—1905 годов. Был старшим штурманом на крейсере «Жемчуг», который шёл в Цусиму на помощь русскому флоту. Участвовал в Цусимском сражении и за отличие награжден орденом Св. Анны III степени с мечами и бантом. 6 декабря 1906 года награжден орденом Св. Станислава II степени.
В 1907 году командовал эскадренным миноносцем «Прозорливый». В 1907-1908 годах служил в должности старшего офицера на крейсере «Диана». 22 апреля 1907 года произведен в капитаны 2-го ранга.
В 1910-1917 годах командовал канонерской лодкой «Ураган» в составе Амурской военной флотилии. В 1915 году «за труды в обстоятельствах военного времени» произведен в чин капитана 1-го ранга.
Когда свершилась революция 1917 года и российский флот фактически перестал существовать, Матисен, как и многие его товарищи, уехал из России. Некоторое время служил в британском флоте.
В 1919 году по приглашению А. В. Колчака вернулся из Англии через Владивосток в Сибирь, организовал и руководил гидрографической экспедицией к устьям Лены и Оленька. Исследовал бухту Тикси, доказав её пригодность для строительства морского порта.
Умер в Иркутском военном госпитале 19 декабря (по другим данным, 23 декабря) 1921 года после возвращения из длительной командировки в Дальневосточную республику, где заразился сыпным тифом.
Был похоронен на Иерусалимском кладбище. В советское время над захоронениями кладбища устроили городской парк культуры и отдыха, могила вместе со многими другими исчезла с лица земли.

## Награды
- За гидрографические работы Матисен был награждён орденом Св. Владимира 4 степени. Русское географическое общество удостоило его в 1904 году малой серебряной медали[2].

## Память
- Имя Матисена носит пролив между островами Вилькицкого, Таймыр и Нансена у северного берега Таймырского полуострова; мыс в Карском море (шхеры Минина, остров Подкова; название мысу присвоено в 1967 году) и нунатак в Баренцевом море (Шпицберген; название нунатаку было присвоено в 1899—1901 гг.)[3].
- В 1976 году его именем[4] названо морское судно[5].
- В библиотеке Иркутского краеведческого музея хранится брошюра с одним из отчётов капитана Матисена[1].
- В Иркутске живет дальняя родственница Фёдора Андреевича — Наталья Николаевна Михайлова, в личном архиве которой хранятся реликвии капитана Матисена и экземпляр его отчёта о последней экспедиции в устье реки Лены и по Северному морскому пути.